# Zalerion maritima
Zalerion maritima är en svampart som först beskrevs av Linder, och fick sitt nu gällande namn av Anastasiou 1963. Zalerion maritima ingår i släktet Zalerion och familjen Lulworthiaceae.  Artens status i Sverige är: Ej påträffad. Inga underarter finns listade i Catalogue of Life.